# Всеукраїнська ліга КВК «Волинь»
З 2009 року по 2016 рік у місті Луцьку, Волинська область працювала Всеукраїнська ліга КВН "Волинь", яка була створена після періоду застою КВК руху у Луцьку.  Всеукраїнська ліга КВК «Волинь» була одна з найпрестижніших ліг КВК в Україні. За ці роки учасниками ліги були відомі команди КВК такі як: «Набла» Львів, «Аварія» Рівне, «VIP» Тернопіль, «Оптом дешевше» Тернопіль, "Заїнька" Запоріжжя, "Перша сільська збірна", "Коліжанки" Львів "Відпочиваємо разом" Хмельницький, Загорецька Людмила Степанівна та ще багато інших команд КВК.
Ліга з першого дня свого заснування взяла курс на навчальний КВК, всіляко сприяє командам у їх розвитку та надавала для цього чудові умови. У лізі, грали усі традиційні конкурси КВК, до того ж було засновано два нові конкурси, які вже здобули визнання у лігах інших регіонів. Однією з особливостей ліги був розвиток україномовного гумору команд.

## Історія ліги
Ліга КВК “Волинь” була заснована у 2008 році, молодіжною організацією НДЛМ за участю команд КВК з міста Луцька та Волинської області, серед яких і було визначено першого переможця сезону. Це був дуже важкий але дуже цікавий сезон, сезон - коли молоді студентські команди відчули смак справжнього КВК. Після хорошого старту було дано клич командам з усієї України для участі у другому сезоні ліги, який став Всеукраїнським. В іграх сезону взяло участь понад 30 команд з різних регіонів України. У вересні 2010 року розпочався третій сезон ліги, у якому зіграло 24 команди, серед яких були представники сусідньої республіки Молдови. Це був найскандальніший сезон, під час якого змінилася частина керівництва, зала проведення ігор, а також склад команд, але це принесло свої дивіденди. Ліга працювала до 2016 року, після чого припинила своє існування, а більшість команд вихідців ліги стали учасниками телевізійного проекту Ліга сміху на каналі 1+1.

## Керівництво ліги
Керівництво:
- Пельц Валерій – директор;
- Зубенко Андрій – ведучий;

Редактори ліги:
- Місюк Руслан - Команда КВК «Фонтан» (Луцьк), екс-гравець «Лідери прокату» (Луцьк).
- Мельник Олександр - Команда КВК «5.50», «Я люблю тебе» (Київ).

## Переможці ліги

### Сезон 2009
1. - "Позитивні віруси" Луцьк
2. - "Деформація" Луцьк
3. - "25 кадр" Луцьк
4. - "Проти вітру" Ковель
5. - "Форс мажор" Луцьк

### Сезон 2010
1. - "Тра-та-та 36.км". Новояворівськ "Тратата" Новояворівськ - чемпіони 2010 року

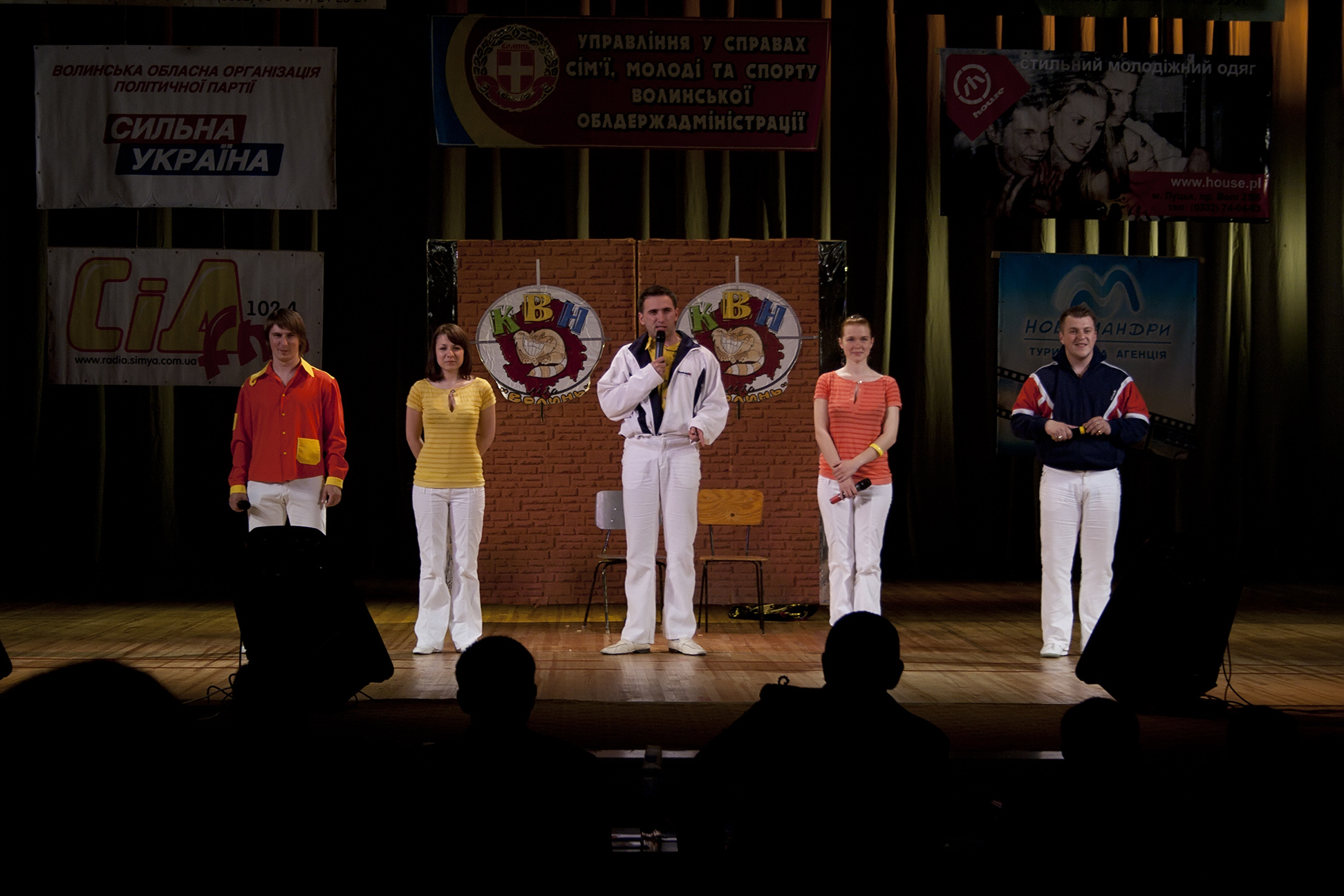
"Тратата" Новояворівськ - чемпіони 2010 року

2. - "Оптом дешевше" Тернопіль
3. - "Наслідки політехніки" Львів
4. - "Термінал-Б" Бориспіль
5. - "ВДУш" Луцьк

### Сезон 2011
1. -"Оптом дешевше" Тернопіль
2. -"Коліжанки" Львів
3. -"Кабмін" Тернопіль
4. - "Емансіпе" Луцьк
5. - "Острів свободи" Хмельницький-Київ
6. - "Тра-та-та 36 км" Новояворівськ[4]

### Сезон 2012
1. -"ЧистоГон" Львів
2. - "Оптом дешевше" Тернопіль
3. - "Аварія" Рівне
4. - "Хлєба и зреліщ" Рівне
5. - "Позитив" Львів
6. - "Вікенд" Тернопіль
7. - "Кабмін" Тернопіль

### Сезон 2013
1 -"Перша сільська збірна" Львів

2 -"Отдихаєм вмєстє" Хмельницький

3-4 - "Коліжанки" Львів

3-4 -"ЧистоГон" ЗЗУ

5 -"Без понтоff" Чернівці

### Сезон 2014
1. - "Отдихаєм вмєстє" Хмельницький
2. - "Збірна бувших" Рівне
3. - "Пінопласт" Луцьк
4. - "Тра-та-та" Новояворівськ
5. - "Чак Норіс" Камінь-Каширський[6]

### Сезон 2015
1. - «Чак Норріс» Камінь-Каширський
2. - «БезНА» Вінниця
3. - «Збірна бувших» Рівне
4. -  «Молодіжна збірна»
5. - «Збірна ювілейного» Рівне[7][8]

### Сезон 2016
1. - «Отдихаєм вмєстє» Хмельницький
2. - «АГА» Київ
3. - «7Я» Чернігів[9]

## Місце проведення ігор
Концертний зал Палац учнівської молоді міста Луцька, вул. Шопена 18.

## Схема сезону
Сезон ліги відбувається за схемою: осінь-весна. В рамках сезону відбувається відбірковий фестиваль «VolFest» (вересень), три гри 1/4 фіналу (жовтень-листопад-грудень), дві гри ½ фіналу (березень, квітень), фінал (травень). У лютому відбувається всеукраїнський «Кубок Любарта». Призовий фонд збільшується кожного сезону.  Ліга забезпечує командам харчування, поселення, надає фото та відео матеріали гри, а також можливість реклами спонсора команди у залі.

## Студентська ліга
Паралельно з лігою «Волинь» у місті Луцьку проводиться «Студентська ліга Луцька», де грають молоді студентські команди з Луцька, а також із сусідніх регіонів. Переможець сезону «Студліги» запрошується до наступного сезону ліги КВК «Волинь» без відбіркового фестивалю.
Вже традиційним у лізі став фестиваль «VolFest», а також турнір «Кубок Любарта», в якому грають найкращі команди КВК України. Ігри студентської ліги відбувались у актовому залі Волинського національного університету імені Лесі Українки. Основою ліги стали молоді команди з Волині та інших регіонів України.

## Турнір "Кубок Любарта"
Один із провідних КВК турнірів України - "Кубок Любарта" який за роки свого існування зібрав у Луцьку найпопулярніші команди України.
2011 рік. - 1.- "Аварія" (Рівне) 2. - "Набла" (Львів) 3. - "Wiesbaden" (Чернівці) 4. - "Злі язики" (Київ).
2012 рік - 1.-  "Торнадо Люкс" з Берегомета 2.-  «Бомба» з Млинова 3.-  "Збірна НАУ" з Києва.
2013 рік - 1.-  "Еталон" Львів 2.-  "Заїнька" Запоріжжя 3.-  "Другой мир" Луганськ 4.-  "Збірна Тернополя".
2014 рік. - 1.-  "Торнадо Люкс" Берегомет, 2.-  "Отдихаєм вмєстє" Хмельницький, 3.- "Збірна Рівного" Рівне
2015 рік. - 1. - "Перша сільська збірна", 2.-  "Візбаден" Чернівці, 3.-  "Наш формат" Кам'янець-Подільський, 3.-  "Отдихаєм вмєстє" Хмельницький
2016 рік. - 1.-  "7 Я" Чернігів, 2.-  "Вікенд" Тернопіль", 3.-  "Ми з 90-х" Хмельницький, 4.-  "Бум" Мукачево.

## Камеді-шоу "Штурвал"
Протягом 4 років у пивних клубах Луцька відбувались КВН-вечірки за участі кращих команд ліги.

## Організатор
МГО «Волинська асоціація КВН»
Засновано: 13 листопада 2008 року. Кількість  команд, які зіграли за весь час: понад 75.